# RETAS STUDIO
RETAS STUDIO（レタススタジオ）は、かつて株式会社セルシスが販売していたアニメーション制作ソフトウェアスイート。旧称はRETAS!（レタス、Revolutionary Engineering Total Animation System）で同社の登録商標。ソフトウェアごとに個別の販売も行っていた。
2015年に販売終了、2019年11月をもって公式掲示板によるサポートも終了した。

## 概要
アナログのアニメーション（セルアニメ）制作の全工程（「作画」「トレース」「仕上げ（彩色）」「撮影」）をデジタル環境で再現できるのが特徴。1990年代中ごろから2010年代前半にかけて、日本のほぼすべてのアニメ制作会社（「Toonz」を採用したスタジオジブリ以外の会社）で導入され、日本のアニメ業界のデジタル化を支えた。1990年代後半におけるデジタルアニメ制作ソフトの導入に関して、ジブリと同じくToonzを採用したスタジオ4℃、Animoを採用したプロダクションI.Gやスタジオディーンなど、レタス以外のソフトを導入したスタジオもいくつか存在したが、2010年代に入るころにはジブリ以外は全てレタスに集約され、日本のアニメ業界で圧倒的なシェアを誇った。
セル時代からアニメ制作をしていた者でも操作しやすいように、旧来の専門用語が多く使用され、従来の分業制に対応できるよう、作画用の「PencilMan（ペンシルマン）」（後に「Stylos（スタイロス）」）・トレース用の「TraceMan（トレースマン）」・彩色用の「PaintMan（ペイントマン）」・撮影用の「CoreRETAS（コアレタス）」にツールが分けられている。また、『RETAS STUDIO』Windows版のみ、編集用ソフトのMovie Edit Proが同梱されている。
業務用であるため、1993年当時は導入に数百万円かかる極めて高価なソフトだったが、2001年よりコンシューマ向けに機能制限された廉価版を販売、また2008年よりフル機能で廉価版を販売し、アニメの専門学校生、自主アニメの製作者、アニメーター志望者などにもユーザーが広がった。
同時期に展開されていたセルシスの漫画制作ソフトの「コミックスタジオ」とともに、「CLIP STUDIO PAINT」を後継とする形で、2015年に販売を終了した。ほどなくサポートも終了したが、日本のアニメ業界であまりに普及しているため、2020年代に入っても未だに日本のアニメ制作会社で使われている。

## 歴史
1993年に初代「RETAS！PRO」が発売。販売は報映産業で、標準価格は1,6000,000円、ハードウェアを含めたシステムの最小構成価格は5,412,800円。初代ではデジタル作画用ツールの「ペンシルマン（後のスタイロス）」はまだ無く、紙の線画を取り込む形であったため、従来のアナログ製作からの移行がしやすいと同時に、他のCGソフトと組み合わせやすいという特徴があった。また、高価なワークステーションではなく安価な普通のパソコン（Mac）で動く（競合のSoftimage Toonzだと、200万円のToonzに加えて1000万円のワークステーションSGI Indigo2を導入する必要があった）、分業を前提としてオンライン/オフラインのネットワーク機能を持つ、などの特徴もあり、旧来のアニメ製作からの移行がしやすかった。これらの点が評価され、開発者は1994年度の日本映画テレビ技術協会奨励賞を受賞した。
1996年より東映動画に採用されるなど、アニメ業界のデジタル化に伴い各社で導入が進み、また1994年に発売された次世代ゲーム機用のソフトやマルチメディアコンテンツの制作現場においても導入が進んだ。2000年ごろには日本のアニメ会社のほぼ全てで採用される、アニメ業界の標準ソフトとなった。セルシスに資本参加し、1億5000万円かけてレタスを導入した東映動画は、アニメ1本当たり40万円、年間1億円のコスト削減に成功し、2年で初期投資を回収した。
2001年8月、「RETAS」のコンシューマー向け製品「RETAS! LITE」(レタスライト)が発売された。作画ソフトの「PencilMan LITE」（単体販売、34,800円）、および「TraceMan LITE」「PaintMan LITE」「CoreRETAS LITE」の3つをセットにした「Standard Pack」（58,000円）の2種類のパッケージが店頭販売されたほか、各ソフトが単体で通信販売された。なお、同時にセルシス初の漫画制作ソフト「ComicStudio（コミックスタジオ）」（34,800円）も発売された。
2003年には、個人ユーザー向けのエントリーモデルとして低価格化を図った「RETAS! LITE Debut」が発売された。「PencilMan LITE」「TraceMan LITE」「PaintMan LITE」「CoreRETAS LITE」の4つがセットで、標準価格は12,800円。出力サイズが640×480（SD画質、当時のアニメの標準サイズ）、対応フォーマットが専用フォーマットのみなど、厳しい機能制限があった。「RETAS! LITE Debut」のパッケージによると、当時デジタル環境で制作しているアニメの90%以上がRETAS!を用いて制作されていたという。
2005年、「RETAS!PRO HD」発売。アニメのHD化を見込んで機能が強化された。いちおうパッケージ販売もされていたが、各ツール単体の標準価格が102,900 円と、一般人が同人アニメの制作のために購入するには高すぎる値段であった。
2008年12月、「RETAS STUDIO」が発売。コンシューマ向けにパッケージ発売もされた。旧来の「RETAS!PRO HD」と中身はほとんど変わらないので、業務用としてはあまり意味のないバージョンアップだが、コンシューマ向けアニメ制作ソフトとしては、「Stylos」「TraceMan」「PaintMan」「CoreRETAS」の4本がセットで標準価格が36,750円と、一気に十分の一以下に低価格化されたので、一般人でもプロと同じソフトが機能制限なしで入手可能となった。また、認証用ドングルが廃止された。
2015年に販売終了。「CLIP STUDIO PAINT（クリップスタジオ）」が後継として位置づけられた。元々「クリップスタジオ」は「コミックスタジオ」の後継ソフトとして展開され、アニメ機能はかなり弱かったが、「RETAS STUDIO」の後継たるべくアニメ制作機能が強化されていった。
なお、「レタス」シリーズの販売終了後もサポートは継続される。MacではmacOS Mojave（2018年9月リリース）より早速レタススタジオが非対応となったため、macOSをアップデートしないようにとの通達と、救済措置として希望者にはMac版のライセンスをWindows版のライセンスと交換するサポートが行われた。

## 開発終了と後継ソフト
2015年に「RETAS STUDIO」（レタス）の開発が終了し、同じセルシスの開発する「CLIP STUDIO PAINT」（クリスタ）が後継ソフトとして位置付けられた。レタスの開発終了に伴い、それまで「撮影」工程を担っていた「コアレタス」はより機能が豊富なAdobe After Effectsに置き替えられた。レタスの後継ソフトとしてアニメーション機能が強化されたクリスタは、アニメ制作における新たな業界標準のソフトとして、「作画」（原画・動画）および「仕上げ」工程を担うことになったが、クリスタはイラストやマンガも描ける多機能なソフトで、アニメの作画だけに最適化されているわけではないため、アニメ制作ツールとしての効率の悪さや、アニメ製作で使わない・使ってはいけない機能を含めた学習コストの高さが業界の課題となっている。
そのため、2020年代においても、作画にクリスタを使う「デジタル作画」ではなく、アナログの作画を「TraceMan」でデジタル化して使い続けている人が多い（結果として、日本のアニメ業界は2024年時点においても、フルデジタル作画と、紙に作画したものをスキャンしてデジタル化するアニメーターが混在している）。また、完全デジタル化されている仕上げ（トレスおよび彩色）のセクションでも、生産性の高さから、開発が終了したレタスのPaintManを使い続けている人が多い。しかし、「レタス」はソフトが長く更新されていないため、OSのアップデートによる不具合が起きる可能性がある。また「クリスタ」も漫画やイラストを主眼としているため、アニメ業界が必要とする機能の追加は望めない、など問題が指摘されている。
オー・エル・エムは2016年より「Toon Boom Harmony」を導入した。また、シンエイ動画や東映アニメーションなどもToon Boomを導入した。海外では圧倒的なシェアを占めるToon Boomだが、日本のアニメとは慣習が合わない点も多く、オー・エル・エムは開発元ともやり取りを行い改善に努めたものの、結局仕切り直してクリスタを導入した。Toon Boomも2018年リリースの「Toon Boom Harmony 16」以降で日本のアニメ制作向け機能が多数搭載され、2022年よりシャフト静岡スタジオで導入されるなど採用例は増えているものの、日本のアニメ業界全体で受け入れられるには至っていない。
2016年にはスタジオジブリが使用しているアニメ制作ソフト「Toonz」をドワンゴが買収し、ジブリが内部でカスタマイズした「Toonz Ghibli Edition」をベースに「OpenToonz」として無償公開されたが、やはり日本のアニメ業界で受け入れられるには至っていない。スタジオジブリから独立したスタジオポノックは、Toonzをメインに使っているものの、『メアリと魔女の花』（2017年）の制作に際し、仕事を回す下請けとの関係から（すでに開発の終了していた）「レタス」を導入した。Toonzの採用例は、スタジオポノックのほか、スタジオササユリやスタジオ地図など、もともとToonzを使っていたジブリ出身者が主である。
TVPaintを導入したスタジオもある。しかし結局、どのソフトを新たに導入するにしても、業界ではレタスが鉄板なので、旧来のレタスが併用されている。
このように、2024年現在、はるか昔に開発が終了したソフトに日本のアニメ業界が依存している、レタスの後継ソフトが確立していない、作業者ごとにいろいろなソフトを使っていてフォーマットが統一されていない、という問題がある。これらの課題を解決するため、2024年にはアニメ制作大手の「アニプレックス」を抱えるソニーグループが、アニメ制作における「作画」および「仕上げ」工程に特化したアニメ制作ソフト「AnimeCanvas」の開発を発表した。業界標準とするため収益化も行わないとしている。

## ソフト内容
Stylos（かつてはPencilMan）
スタイロス。レイアウト、原画、動画をデジタルで作成するソフト。
TraceMan
トレースマン。アナログ（紙）で書かれた動画をスキャンし、彩色しやすい画像にするトレース作業を行うソフト。
CoreRETAS
コアレタス。彩色された画像と背景を重ね合わせ、撮影するソフト。
Movie Edit Pro（Windows版のみ）
動画編集ソフトウェア。バンドル。機能は製品版と同等。

### PaintMan
PaintMan（）はアニメ制作工程における仕上を担うソフトウェアである。
PaintMan は仕上げ（動画のスキャン後クリンナップおよび彩色）を担うソフトであり、仕上におけるデファクトスタンダードである。

## リリース履歴
- RETAS! PRO（1993年発売）
- RETAS! PRO Infinity（2001年8月6日発売、公式ガイドブックの付属CD-ROM）
- RETAS! LITE（2001年8月10日発売）[12]
- RETAS! LITE Debut（2003年3月14日発売）[13][14][15]
- RETAS! PRO HDシリーズ
  - STYLOS HD、TraceMan HD、PaintMan HD（2005年9月9日発売[16]）、CoreRETAS HD（2006年7月7日発売[17]）
- RETAS STUDIO（2008年12月19日発売）[18][19]

## 公式ガイドブック
- 『RETAS! PRO Infinity テクニックバイブル - デジタルアニメーションを作ろう!!』（SBクリエイティブ、2001年8月6日発売）ISBN 4-7973-1600-4
  - 著者：岡野国治、セルシス、海鋒重信、桑良人、古賀太朗、小和田良博
  - 監修：セルシス
- 桑良人・小和田良博 著『RETAS! LITEではじめるデジタルアニメーション』（ビー・エヌ・エヌ新社、2002年12月27日発売）ISBN 4-89369-954-7
- 大平幸輝・尾川一行 著『アニメーションをつくろう！RETAS STUDIO TECHNIQUE』（ビー・エヌ・エヌ新社、2009年6月25日発売）ISBN 978-4-86100-654-8